# Ichthyococcus intermedius
Ichthyococcus intermedius är en fiskart som beskrevs av Mukhacheva, 1980. Ichthyococcus intermedius ingår i släktet Ichthyococcus och familjen Phosichthyidae. Inga underarter finns listade i Catalogue of Life.